# تکیه محله کوثر خیز
تکیه محله کوثر خیز مربوط به دوره قاجار ۸۰ تا ۱۰۰ سال است و در شهرستان کرمان، بخش ماهان، شهر جوپار، آستانه شاهزاده حسین، کوچه محله کوثر خیز واقع شده و این اثر در تاریخ ۱۸ اسفند ۱۳۸۷ با شمارهٔ ثبت ۲۵۳۰۶ به‌عنوان یکی از آثار ملی ایران به ثبت رسیده است.